# Шильдебаева, Кулян Алпысбаевна

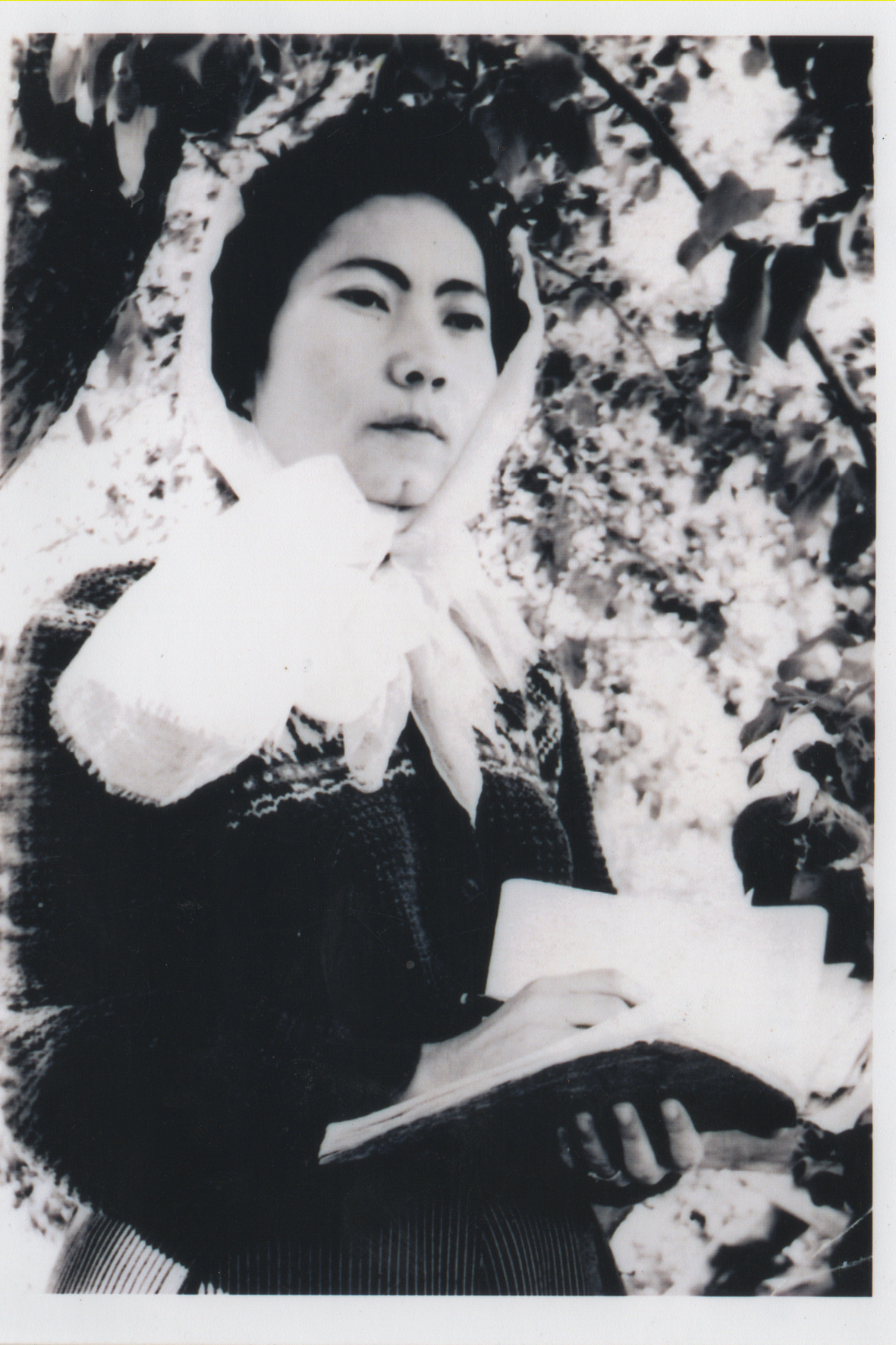

Кулян Алпысбаевна Шильдебаева (29 декабря 1929 года, Каркаралинск, Каркаралинский округ, Казакская АССР — 20 января 2000 года, Тараз, Казахстан) — советская казахская поэтесса.

## Биография
Родилась 29 декабря 1929 года в Каркаралинске (ныне Карагандинская область). Детство провела в Абралинском районе Семипалатинской области. Рано лишилась отца.
Писать стихи начала в школьные годы. Окончила филологический факультет Алма-Атинского женского педагогического института. Работала учителем в Алма-Ате, затем — в Павлодаре. С 1957 года по 1981 год работала преподавателем культпросветучилища в Джамбуле (ныне — Тараз).
Первые стихи были опубликованы в 1956 году. Первый сборник её стихов «Сердце девичье» вышел в 1962 году.
В 1968 году вышел второй сборник её стихов «Мечты мои». В 1971 — третий сборник «Душа девушки».
В 1973 году была принята в Союз писателей СССР.
В 1974 году вышел сборник стихов «Девушки». В 1978 году — сборник «Влюблённость». В 1982 году — избранная книга «Мой цветок». В 1986 году в издательстве «Жазушы» коллективный сборник «Разговор с землёй». В 1986 году в издательстве «Жалын» вышел «Метеоры».
Стихи Кулян Шильдебаевой переводятся на русский и немецкий языки. В антологии казахской поэзии «Чудесный сад» (Алматы 1980 г.) стихи Кулян Шильдебаевой даны в переводе Риммы Казаковой. В 1986 году в издательстве «Советский писатель» вышла книга «Можжевельник». Позже книгу стихов «Можжевельник» Кулян Шильдебаевой перевела на немецкий язык Роза Пфлюг. Отдельные стихи из этой рукописи на немецком языке публиковались в республиканской газете «Дойче Альгемайне Цайтунг» (Deutsche Allgemeine Zeitung). В сборник переводов Р. Ахтямовой «Сотвори добро» (Алматы, 1993) включены некоторые стихи Кулян Шильдебаевой.
Незадолго до смерти поэтесса передала друзьям рукопись своих стихов «Ақынның үйі тұрады мәңгі жарық боп» («Свет в окнах поэта горит всегда») — это было её последнее предсмертное обращение поэта к своим читателям.
Скончалась 20 января 2000 года. Причиной смерти послужила хроническая сердечно сосудистая недостаточность. Похоронена в Таразе.
Книга её стихов «Ақынның үйі тұрады мәңгі жарық боп» («Свет в окнах поэта горит всегда») издательства «Сенім» увидела свет спустя 2 года после смерти. В 2006 году вышла книга «И розой рассыпалось эхо» (Алматы, издательство «Өлке»), куда вошли стихи Кулян Шильдебаевой из антологии «Чудесный сад», стихи из книги «Можжевельник» в переводе Натальи Бабицкой и стихи её дочери Гульнары Тулешевой на русском языке.
В 2015 году в издательстве «Хантәңірі» Алматы вышла книга «Можжевельник» (рус. и каз.), в которую включены стихи из «Можжевельника» (Москва, 1986 г.) и ранее неопубликованные произведения на казахском языке

## Сборники стихов
- «Қыз жүрегі» («Сердце девичье») Алма-Ата, 1962
- «Арманым» («Мечты мои»), 1968
- «Қыз көңілі» («Душа девушки»), 1971
- «Бой жеткендер» («Девушки»), 1974
- «іңкәрім» («Влюблённость»), 1978
- «Меруертгүл» («Мой цветок» избранная книга), 1982
- «Сырласайық, жер ана» («коллективный сборник 1986»), издательство «Жазушы»
- «Аққан жұлдыздар» («Метеоры»), Алма-Ата, издательство «Жалын», 1986
- «Можжевельник», М., «Советский писатель», Москва, 1986

## Посмертные издания
- «Ақынның үйі тұрады мәңгі жарық боп» каз. («Свет в окнах поэта горит всегда») Тараз, издательство «Сенім», 2002
- «И розой рссыпалось эхо», Алма-Ата, издательство «Өлке», 2006
- «Можжевельник», Алма-Ата, издательство «Хантәңірі», 2015
- «Музамен ғана сырластым», Тараз; издательство «Формат-Принт», 2018
- «Өмір сүргенімнің куәсі», Тараз; издательство «Формат-Принт», 2022